# Роджерс, Пол (музыкант)
Пол Бе́рнард Ро́джерс (англ. Paul Bernard Rodgers; 17 декабря 1949, Мидлсбро, Англия) — британский рок- и блюз-певец и музыкант, автор песен. Известен как бывший участник групп Free и Bad Company, в составе которых он стал популярным в 1970-е. После этого он входил в состав групп The Firm и The Law, и затем начал сольную карьеру. С 2004 год по 2009 год был вокалистом проекта Queen + Paul Rodgers в сотрудничестве с музыкантами Queen Брайаном Мэем и Роджером Тейлором. В мае 2009 объявил о распаде проекта и вернулся в группу Bad Company.

## Дискография

### Сольные альбомы
- Cut Loose[англ.] (1983)
- Muddy Water Blues: A Tribute to Muddy Waters[англ.] (1993)
- The Hendrix Set[англ.] (1993)
- Now[англ.] (1997)
- Now and Live (1997)
- Live: The Loreley Tapes[англ.] (1997)
- Electric[англ.] (2000)
- Live in Glasgow[англ.] (2007)
- The Royal Sessions[англ.] (2014)
- Free Spirit (2018)
- Midnight Rose[англ.] (2023)

### Free
- Tons of Sobs (1968)
- Free (1969)
- Fire and Water (1970)
- Highway[англ.] (1970)
- Free Live![англ.] (концертный, 1971)
- Free at Last[англ.] (1972)
- Heartbreaker (1973)
- The Best of Free (1991)

### Bad Company
- Bad Company (1974)
- Straight Shooter (1975)
- Run With the Pack (1976)
- Burnin’ Sky (1977)
- Desolation Angels (1979)
- Rough Diamonds (1982)
- The Original Bad Company Anthology (сборник, 1999)
- Merchants of Cool (2002)

### The Firm
- The Firm (1985)
- Mean Business (1986)
- The Firm Live at Hammersmith 1984 (видео, 1984)
- Five from the Firm (видео, 1986)

### The Law
- The Law
- The Law II (Unreleased)

### Queen + Paul Rodgers
- Return of the Champions (CD/LP/DVD, 2005)
- Super Live in Japan (видео, 2006; только для Японии)
- The Cosmos Rocks (2008)
- Live in Ukraine (DVD/CD, 2009)

Синглы
- «Reachin’ Out»/«Tie Your Mother Down» (2005; только для Европы)
- «Say It’s Not True» (цифровое скачивание, 2007)
- «C-lebrity» (цифровое скачивание, 2008)